# Aniwa (Stadt)
Aniwa (russisch Ани́ва) ist eine Kleinstadt in der Oblast Sachalin (Russland) mit 9638 Einwohnern (Stand 1. Oktober 2021).

## Geographie
Die Stadt liegt im Süden der Insel Sachalin nahe der Mündung des Flusses Ljutoga in die Aniwa-Bucht, etwa 40 km südlich der Oblasthauptstadt Juschno-Sachalinsk.
Die Stadt Aniwa ist Verwaltungszentrum des gleichnamigen Rajons.

## Geschichte
Gegründet im Jahre 1886 als Dorf Ljutoga (russisch Лю́тога, nach dem gleichnamigen Fluss), gehörte Aniwa seit 1905 nach dem Vertrag von Portsmouth mit dem gesamten Südteil der Insel Sachalin als Rūtaka (jap. 留多加町, -chō, von Ainu rut für Meereis und ak(k)a für Wasser) zu Japan.
Im Zweiten Weltkrieg wurde der Ort am 26. August 1945 von der Roten Armee eingenommen und gehörte fortan wieder zur Sowjetunion. Am 5. Juni 1946 bekam er unter dem neuen Namen Aniwa (nach der Meeresbucht) das sowjetische Stadtrecht verliehen.

### Bevölkerungsentwicklung
| Jahr | Einwohner |
| ---- | --------- |
| 1941 | 7295      |
| 1959 | 5545      |
| 1970 | 5859      |
| 1979 | 6826      |
| 1989 | 8905      |
| 2002 | 8084      |
| 2010 | 9115      |
| 2021 | 9638      |

Anmerkung: Volkszählungsdaten

## Wirtschaft und Infrastruktur
Aniwa ist hauptsächlich Zentrum der Fischereiwirtschaft (Buckellachs, Ketalachs). Daneben gibt es Betriebe der Lebensmittelindustrie auf Grundlage des die Stadt umgebenden Landwirtschaftsgebietes lokaler Bedeutung.
Die Stadt ist seit 1926 über eine Stichstrecke an das schmalspurige Eisenbahnnetz der Insel angeschlossen (zurzeit außer Betrieb, zuvor nur Güterverkehr). Es besteht Straßenverbindung in das Oblastzentrum.